# Conxita Berger
Conxita Berger (Catalunya, 1915 - Catalunya?, ?) fou una jugadora de tennis de taula catalana.
Membre del Club Vilafranca, es proclamà campiona de Catalunya de tennis de taula individual i per equips femení en la tercera edició de la competició (1941).